# 李雄 (成漢)
李 雄（り ゆう）は、五胡十六国成漢の初代皇帝。字は仲儁。父は成漢の基礎を築いた李特。母は羅氏。異母兄は李始。同母兄は李蕩。巴氐族（巴賨族）の出身であり、略陽郡臨渭県（現在の甘粛省秦安県の東南）の人。

## 生涯

### 父の時代
身長が八尺三寸あり、美しい容貌をしていたという。若い頃から激しい気概を持っていた事で評判であったとされる。郷里では良く他者の面倒を見たので、見識のある人士は皆彼を重んじた。道術士の劉化という人物は彼を評価し、他者へ対し「関隴の士はいずれ皆南方へと移住するであろう。李氏の子では仲儁だけが非凡であり、模範となる人物である。最期には人主に至るであろう」と語っていた。
父の李特が数万家の流民を従えて益州（蜀）へ移ると、これに付き従った。永寧元年（301年）10月に李特が益州刺史である羅尚との対立から行鎮北大将軍を自称すると、李雄は父により前将軍に任じられた。太安元年（302年）には西晋の河間王司馬顒の討伐軍を兄の李蕩と共に迎撃し、これを撃破して敵軍の大半を殺害する大勝利を収めた。その後も西晋の軍を相手に連戦連勝を重ね、太安2年（303年）1月には成都城に入って年号を建初と定めて自立を宣言し、その勢力圏内に大赦を下した。しかし蜀の民への供出に伴う食糧不足により、率いてきた流民達を各地の集落へと分散させる案を李特が決定すると、李雄は叔父の李流や司馬の上官惇らと共に、諸々の集落が離反する危険性を訴えて警戒を促したものの聞き入れられなかった。しかし2月、益州刺史の羅尚が大軍を派遣して李特の陣営への総攻撃を掛けると、各集落は一斉に呼応したため、兵が少なかった李特は大敗の末戦死した。

### 頭角を現す
この大敗を受けた李雄は、叔父の李流や兄の李蕩と共に兵を束ねて赤祖へ撤退した。大将軍の称号は李特の弟であった李流が引き継いだ。しかし羅尚の軍の追撃を受け、激戦の中で兄の李蕩が馬を駆って敵将を追撃しようとしたところを返り討ちに遭い、矛により傷を負って戦死してしまう。さらに西晋朝廷からは荊州刺史宗岱と建平郡太守孫阜らの率いる援軍が派遣され、意気消沈した叔父の李流は、太守李含（李特・李流らの妹婿）の進言を受けて西晋軍への降伏を考えたが、李雄は李特・李流のさらに下の弟である李驤と共にこれに強く反対した。
5月、李流は子の李世と李含の子の李胡を孫阜の軍に人質として派遣した。李胡の兄の李離は、父の李含が降伏しようとしていると聞いて梓潼から馳せ戻り、諫めようとしたが聞き入れられなかった。李離は李雄に対して孫阜の軍への独断での襲撃を持ち掛け、「もしもこの謀が成功したら、君を三年で君主に推戴することを約束する」と語った。李雄が「二老（李流と李含）が従わないのをどうすべきだろうか」と問うと、李離は「今この事態を止める為には、大事を決行するしかない。翁（李流）は君の叔父であるが、既に時勢を得ていない。老父（李特）の志は君にあるのだ。今さら彼らと議論することなどない」と諭した。これを聞いた李雄は深く喜び、流民達へ向けて「我らはかつて蜀の民へ乱暴狼藉を働いたことがあり、彼らから恨まれている。今、武器を棄てて降ったとしても、魚肉と化すだけだ。ここは心を一つにして孫阜を撃ち、富貴を手にするのみだ！」と宣言すると、彼らは皆李雄等に従った。かくして孫阜の軍を攻撃するとこれに大勝を収め、荊州刺史宗岱も没した事で荊州からの援軍は撤退した。以降、李流は李雄の才覚を認め、軍事面の決裁を委ねるようになった。
9月、李流は病が篤くなると、諸将に向かって「驍騎（李雄）は高明で仁愛であり、並外れた見識と決断力を持っている。正に、大事をなすに足る才能がある。前軍（李雄）の英武は天から与えられたものである。軍を束ねて天命に従い、成都王に推戴するのだ」と遺し、子の李世を差し置いて李雄を後継者に指名し、間もなく死去した。諸将は遺言に従い、李雄を立てて君主とした。李雄は大都督・大将軍・益州牧を自称し、郫城を都に定めた。

### 成漢建国
李雄は配下の朴泰に偽装投降を命じ、朴泰は羅尚へ「郫城を攻撃すれば内から応じます」と伝えた。羅尚はこれを信じ、部下の隗伯に命じて郫城を攻撃させた。李雄は敵軍が到来したのを見ると、朴泰に城内で火を挙げさせて合図を送り、城壁の外に梯子をかけて隗伯軍を招き、その付近に叔父の李驤の兵を伏せて配置した。隗伯の兵はこれを信じて梯子に駆け寄ったが、李驤の襲撃を受け大敗した。隗伯が逃走すると、李驤に命じて隗伯軍を追撃させた。李驤は成都少城まで至ると、万歳を唱えて「郫城を攻略したぞ！」と城内に向かって叫んだ。少城の兵士たちは味方が帰還したと思い、李驤軍を城内に迎え入れた。羅尚は異変に気づいて成都太城に撤退したが、隗伯は重傷を負っており、生け捕りとなったものの李雄はこれを許した。その後、叔父の李驤を犍為に派遣して羅尚の輸送路を断つよう命じ、李驤は犍為郡太守襲恢を捕縛して処刑した。
12月、李雄は羅尚の守る成都太城を急襲した。輸送路が断たれていた羅尚の軍は食糧が欠乏しており、羅尚は牙門の張羅特を成都太城に残して夜闇に乗じて逃走した。張羅特は城門を開いて李雄に投降したので、李雄は完全に成都を制圧した。これにより蜀の民は流散し、成都には食糧が無かったので、李雄は郪県に兵を派遣し、野芋等をかき集めて飢えを凌いだ。当初李雄は現地で高い声望を得ていた、道教の一派である天師道の教祖の范長生という人物に統治を任せて臣従しようとしていたが、これを固辞されたため、建初2年（304年）10月、諸将の勧めを受け成都王を号して領内に大赦を下し、元号を建興と改元した。
李雄は西晋の法を廃止し、簡略化した法を七章定めた。叔父の李驤を太傅に、兄の李始を太保に、折衝将軍李離を太尉に、建威将軍李雲を司徒に、翊軍将軍李璜を司空に、材官将軍李国を太宰に、その他の臣下にも格差をつけて官爵を授けた。曾祖父の李武を巴郡桓公、祖父の李慕を隴西襄王、父の李特を成都景王と追尊し、母の羅氏を王太后に立てた。また成都に訪れた范長生を歓迎し、彼のために席を設けて丞相に任じ「范賢」と呼び敬った。
建興3年（306年）6月、范長生は李雄へ尊号を称するよう勧めた。李雄はこれを受けて皇帝の位を称し、大赦を下して晏平と改元した。また、国号を『大成』と定めた。父の李特を景帝と追尊して廟号を始祖とし、母の羅氏を皇太后に立てた。また范長生に天地太師の称号を加えて西山侯に封じ、その私兵の税を免除し、軍征への徴用も免除とした。
この時、建国したばかりで未だ明確な法式も存在しなかったことから、諸将は李雄の寵愛を受けようとして序列を争った。そのため尚書令の閻式は漢や晋の制度を参考にして百官制度を定めるように勧め、李雄はこれに従った。

### 勢力拡大
即位した李雄は、なおも城を守って成への帰順を拒否していた西晋の南夷校尉李毅への討伐軍を派遣した。また晏平2年（307年）5月、秦州の流民である鄧定・訇氐らが西晋の討伐軍の派遣を受けて救援を求めてくると、李雄は李離・李雲・李璜に二万の兵を与えて鄧定救援を命じ、李離らは巴西郡太守張燕の率いる西晋軍を撃退した。しかしその後、一部の将兵らの裏切りにより、梓潼・巴西の地は西晋の益州刺史の羅尚に奪われてしまう。李雄は配下の張宝に梓潼の奪還を命じ、張宝はわざと殺人の罪を犯して梓潼を占領する西晋陣営への亡命を装い信じ込ませた上で、隙を見て西晋軍の将軍を追い出し梓潼を奪い取った。晏平5年（310年）10月、羅尚が病没すると李雄の叔父である李驤によって巴西の地も奪還され、この報を聞いた李雄は大いに喜び、領内に大赦を下して玉衡と改元した。
玉衡4年（314年）2月、梁州を荒らしていた流民の楊虎が漢中を攻め落とすと成に降った。さらに、張咸等が梁州で挙兵し、梁州刺史を称していた仇池の楊難敵を撃破して梁州の地を全て李雄に明け渡した。こうして漢嘉・涪陵・漢中が成の支配下に入った。李雄は李鳳を梁州刺史に、任回を寧州刺史に、李恭を荊州刺史に任じた。李驤には国内で民を養わせ、李鳳等には外で流民や少数民族を按撫させた。漢嘉郡の夷王である沖帰・朱提郡の審炤・建寧郡の爨畺を始めとした少数民族も尽く李雄に帰順した。

### 皇太子擁立
玉衡13年（323年）、隴西で涼王を自称していた陳安が李雄に帰順したが、陳安は前趙の劉曜に滅ぼされた。仇池の楊難敵は前趙に帰順していたが、陳安の死を聞いて大いに恐れ、弟の楊堅頭と共に漢中へ逃れて李雄に降伏し、子を人質に差し出した。安北将軍李稚は楊難敵の身柄を拘束したが、楊難敵から賄賂を受け取ったため、楊難敵を成都に送らずに武都に帰らせた。前趙軍が撤兵すると楊難敵は武都を拠点とし、成漢への帰順を拒否した。その後、楊難敵は険阻な地を頼みとして多くの不法な行動をとったので、李稚は後悔してこれを討ちたいと請うた。群臣はこれに反対したが、李雄は聞き入れなかった。李雄は李稚の兄の中領軍李琀と将軍の楽次・費佗・李乾らを派遣して白水橋から下弁を攻撃させ、さらに征東将軍李寿を派遣して李琀の弟である李玝を従えて陰平を攻撃させた。楊難敵は軍を派遣してこれを防いだので、李寿は進軍できなかった。李琀と李稚は軍を進めて下弁に至ったが、楊難敵は兵を派遣して退路を断ち、さらに四方から攻撃して数千人を殺害し、李琀・李稚を捕らえて殺した。李琀と李稚は李雄の兄である李蕩の子であり、李雄は彼らを溺愛していた。特に李琀は長男で才望があったので、後継ぎに立てようと考えていた。その為、李雄はその死を深く悼み、数日に渡って食を断ち、口にするたび涙を流して自らを責めたという。
李雄は李驤に命じて越巂を攻撃させ、越巂郡太守李釗は降伏した。李驤はさらに進軍して寧州刺史王遜を攻め、王遜は部下の姚岳に全軍を与えて迎え撃たせた。李驤は次第に劣勢となり、数日前から降り続いた雨の影響もあり、軍を戻して退却を始めた。姚岳がこれを追撃すると、李驤の兵は先を争って瀘水を渡ろうとし、溺死者が多発した。姚岳は瀘水まで出たところで引き返した。後に降伏した李釗が成都に到来すると、李雄は彼を厚遇して朝儀・葬祭の礼を定めさせた。
玉衡14年（324年）、李雄は李蕩の子である李班を太子に立てようとした。李雄には子が十人余りいたので、群臣は李雄の子を立てるように請うたが、李雄は「我が起兵したのはただ禍を振り払うためであり、もともと帝王の業など願ったことはなかった。しかし、天下が乱れて晋氏が流亡の身となったため、民衆を苦しみから救うべく義挙をなした。そして、遂には諸君らに奉られ、王公の上に立つこととなった。だが、もともと事業を起こしたのは先帝（李特）の功績によるものだ。そして、我が兄は嫡男で正統を受け継ぐ立場であり、徳に優れて聡明で天に選ばれた存在であったが、大事を成し遂げる直前に不幸にも戦没された。李班は仁孝なる性格で学問を好み、必ずや名君となる器である」と反論した。これに対して李驤が司徒王達と共に諌め「嫡統に簒奪の萌芽が起こることは防がなければなりません。呉子はその子を捨てて弟を立てたために専諸による禍を招くこととなり、宋の宣公は與夷を立てずに穆公を立てたことから宋督の変事を招いたのです。願わくば陛下には深くこの事を考えて頂きますよう」と言ったが、李雄は従わずに李班を太子に立てた。李驤は退出すると涙を流して「これ以降乱が始まる」と言った。

### 前涼との修好
玉衡16年（326年）、張駿は使者を派遣し、李雄へ向けて尊号を捨てて東晋に称藩するよう勧めた。李雄は返書を送り「我は以前士大夫に推されてこのような身分となったが、帝王の心など持ち合わせてはいない。進んでは晋室の元功の臣となり、退いては共に守藩の将となり、賊を討伐して帝宇を広げたいと願っている。だが、晋室は次第に衰えて徳声も振るわず、東に移って早幾年月が過ぎてしまった。今、貴殿からの書を受け取り、この思いを隠しておく事も無くなった。遠くは楚漢において義帝を尊崇する事を知り、春秋の義においてこれより重要な事は無いであろう」と語ると、張駿はこの言葉を重んじてこれ以降も使者を往来させた。巴郡に琅邪王司馬睿の軍が到来すると、李雄は恐れる事もなく「我はかねてより石勒が跋扈しているのを憂慮しており、遂に琅邪王（司馬睿）の勢力が侵犯されると憂いは大きくなった。しかし、こうして図らずも兵を挙げる事が出来たと聞き、喜ばしく思うものである」と語った。李雄はしばしばこのような事を優雅に語っていたという。この後李雄は中原の地が乱れているのを見て、しばしば東晋へ朝貢して穆帝と天下を分けようと持ち掛けた。
これより以前、秦梁を領有していた張駿は配下を建康へ派遣して表を奉ろうとし、李雄へ蜀の地を通過する許可を求めたが、李雄は許さなかった。張駿はまた治中従事張淳を成漢へ派遣し、藩と称して道の通過を願った。李雄は大いに喜び「貴主の英名は広く世に響いており、険固な地に拠って強兵を有しているのに、どうして帝と称さないのかね」と問うと、張淳は「寡君は代々忠良を貫いており、未だ天下の恥を雪いで衆人の苦しみを解放できておりません。故に、太陽が沈むまで食事を忘れ、武具を枕にして朝を待っているのです。琅邪王が江東の地において中興をなしたからには、万里の遠方からでもこれを奉戴して桓・文のごとき事業をなさんとしているのです。自らその地位を取るなどもってのほかです」と答えた。李雄は恥じ入った様子を見せて「我が祖父も父も共に晋臣であったが、以前六郡の民と共にこの地に避難し、盟約した者の推すところとなって今日に至ったのだ。もし琅邪王が大晋を中夏の地に中興することができれば、我も衆を率いてこれを助けるであろう」と答え、通過を許可した。張淳の持参した表は建康へと伝わり、成帝はこれを喜んだ。

### 南中平定と最期
玉衡18年（328年）、叔父の李驤が亡くなると、子の李寿を大将軍・西夷校尉に任じた。玉衡20年（330年）10月、李寿に征南将軍費黒と征東将軍任巳を率いさせて巴東攻略を命じた。李寿は巴東を陥落させ、巴東郡太守楊謙は建平まで撤退した。李寿が費黒に別軍を与えて建平を攻撃させ、東晋の巴東監軍毌丘奥は宜都まで撤退した。玉衡22年（332年）、李雄は再び李寿に命じ、費黒と邵攀を前鋒として朱提を攻撃させた。また、鎮南将軍任回を派遣して木落を攻撃させ、寧州兵を分割してそれぞれ援軍として派遣した。333年3月、寧州刺史尹奉は降伏し、遂に南中の地を併呑した。李雄は領内に大赦を下し、李班に命じて寧州の夷を平定させた。功績により、李班は撫軍に任じられた。
玉衡24年（334年）6月、李雄は頭に瘍を負い、六日後に亡くなった。享年61、在位期間は30年であった。武皇帝と諡され、廟号は太宗、墓号は安都陵とされた。

## 業績
李雄は私情に囚われずに賢人を愛し、その才能に合わせて人材を用いた。氐族の苻成や隗文は一旦降伏しておきながら反乱を起こし、さらに李雄の母に傷をつけたが、再び降伏すると罪を許して厚く遇した。これにより異民族・漢民族問わず人心は安定し、その威は西土を震動させたという。
成漢の刑罰や法令は寛容簡潔であり、判決が引き延ばされる事は無かった。学校を建設して史官を配置し、文化の交流にも励んだ。政務に暇があればその手から書物を離すことがなかった。税は成人男性は1年に穀三斛、成人女性はその半分とし、疾病者は本来の半分と定めた。1家辺りの徴収量は絹が数丈、綿も数両のみであった。また、労役を減らしたので、民は農業に励んで蓄えを持った。盗賊の発生もなかった。これにより遠方からも人々が到来するようになると、李雄はこれに寛大に臨むよう命を下し、帰順した者の労役と租税を免除した。これらにより、益州は遂に平安を取り戻した。当時、天下は大乱の最中であったが、蜀の地だけは平穏無事であり、豊作が続いたこともあり治安も安定した。
その一方、成漢は儀礼や品位が定まっておらず、爵位や俸禄が明確では無く、君子と小人の衣類に差が無くなっていた。行軍には号令無く、用兵に部隊無く、戦勝しても譲り合わず、敗北すれば助け合わなかった。また、城邑を攻略すれば掠奪が優先されたと言われている。

## 逸話

### 瑞祥
ある時、李雄の母である羅氏は、2つの虹が門から天へと道を作り、その途上で1本が途切れる夢を見た。その後、李雄の兄である李蕩を生んだ。またある時、羅氏は水を汲みに行き、うっかり眠り込んでしまった。その時、大蛇がその体にからみつくという夢を見た。その後、妊娠していた事が分かり、14カ月後に李雄を生んだ。羅氏はいつも2人の子のどちらかが亡くなれば、残った方は大富貴に至るであろうと語っていたという。その予言の通り、李蕩が建初元年（303年）に亡くなると、李雄は成漢皇帝に至ったという。

### その他
母の羅氏が亡くなると、李雄は巫覡の言葉を信じ込んで多くの禁令を設けるようになり、さらに母の遺体を埋葬する事を拒んだ。司空趙粛がこれを諌めると李雄は従ったが、その後さらに母の為に三年の喪に服そうと思うようになり、群臣は強く反対したが従わなかった。叔父の李驤は任回と共に参内し、冠を脱ぎ涙を流して固く諌めたが、李雄は号泣するもこれを許そうとしなかった。任回は膝いてから進み出て「今、王業は創建されたばかりであり、数多の勢力が同じく草創の時にあります。一日でも主がいなければ、天下は恐れおののくことでしょう。昔、武王は素甲のままで兵を指揮し、晋の襄公は黒の喪服を着けて戎に従いました。これは自分の願うところだったものではなく、天下の為に己の意を犠牲にしたものです。願わくば陛下には私情を捨てて臨機に応じ、天下を永く保たますように」と言い、李雄を助け起こした。これにより、李雄は喪服を解き、再び親政を始めた。

## 家族

### 妻
- 任皇后
- 冉夫人

### 子女
- 李越
- 李覇
- 李期
- 李保